# Olta Xhaçka

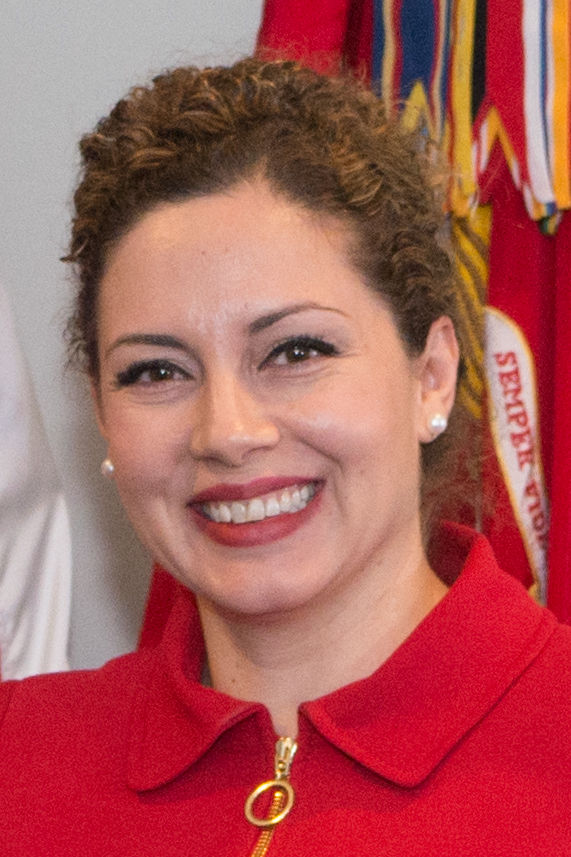
Olta Xhaçka (2018)

Olta Xhaçka (* 25. Dezember 1979 in Tirana) ist eine albanische Politikerin der Partia Socialiste e Shqipërisë (PS). Von September 2017 bis Januar 2021 war sie Verteidigungsministerin Albaniens im Regierungskabinett von Ministerpräsident Edi Rama (Kabinett Rama II), danach bis September 2023 Außenministerin (Kabinett Rama II und Rama III).

## Biografie
Xhaçka hatte Politikwissenschaften und Internationale Beziehungen für Öffentliche Verwaltung an der Clark University studiert. An der University of New York Tirana hatte sie internationale Beziehungen gelehrt.
Bei den Parlamentswahlen 2009 wurde Olta Xhaçka erstmals ins albanische Parlament gewählt. 2013 und 2017 wurde sie wiedergewählt. Sie wurde im März 2017 als Ersatz für Blendi Klosi, Minister für soziale Angelegenheiten und Jugend, in die Regierung berufen. Zeitgleich wurden drei weitere Ministerämter neu besetzt, darunter das Innenministerium und das Gesundheitsministerium. Die Änderung wurde damit begründet, dass die wichtigsten Personen der Partei mehr Zeit für die anstehenden Parlamentswahlen haben müssten. Xhaçka wurde zwei Monate später durch Xhulieta Kërtusha ersetzt. Dies war die Folge eines Kompromisses zwischen Ministerpräsident Edi Rama und Oppositionsführer Lulzim Basha nach einem 90-tägigen Parlamentsboykott der Opposition. Diese durfte gemäß der Vereinbarung sieben parteilose Minister bestimmen, die vor den Wahlen eine „technische Regierung“ bildeten, wodurch ein fairer Wahlverlauf garantiert werden sollte.
Nach den Wahlen wurde sie im Sommer 2017 Verteidigungsministerin. Sie war nach Mimi Kodheli die zweite Frau in diesem Amt. Zu Beginn des Jahres 2021 übernahm sie das Außenministerium – nach Arta Dade (2001/2002) ebenfalls als zweite Frau in dieser Funktion. Sie behielt das Amt auch nach den Wahlen 2021 im neuen Kabinett bei. In ihre Amtszeit fallen die Aufnahme Albaniens in den Sicherheitsrat der Vereinten Nationen (für 2022 und 2023) sowie der Beginn der EU-Beitrittsverhandlungen mit dem Screening im Juli 2022. Im September 2023 wurde sie als Ministerin durch Igli Hasani abgelöst, nachdem Vorwürfe laut geworden waren, dass ihr Ehemann als Investor in Luxusimmobilien profitieren konnte, die auf staatlichem Land an der Albanischen Riviera erbaut worden waren.